# يان غريفيثز
يان غريفيثز (بالإنجليزية: Ian Griffiths)‏ (17 أبريل 1960 في المملكة المتحدة - ) هو لاعب كرة قدم بريطاني في مركز جناح ‏. لعب مع بورت فايل وسانفريس هيروشيما ونادي ترانمير روفرز لكرة القدم ونادي روتشديل ونادي ريكسهام وويغان أتلتيك.

## وصلات خارجية
- يان غريفيثز على موقع قاعدة بيانات كرة القدم.إي يو (الإنجليزية)